# Muḥammad ʿAbd al-Salām Faraj
Muḥammad ʿAbd al-Salām Faraǧ (in arabo ﻣﺤﻤﺪ عبد السلام ﻓﺮﺝ‎?); Dolongat, 1954 – Il Cairo, 15 aprile 1982) è stato un teologo e terrorista egiziano.
Ideologo del fondamentalismo islamico egiziano, guidò al Cairo la branca fondamentalista della Jihad islamica egiziana e fornì un importante contributo teorico con la sua esaltazione del dovere del jihad nel pensiero radicale islamico con il suo pamphlet "L'obbligo negletto" (al-Farīḍa al-ghayba).
Fu giustiziato nel 1982 per il ruolo da lui svolto nel coordinare l'assassinio del presidente egiziano Anwar al-Sadat dell'anno precedente.

## Biografia
Nato a Dolongat, nel Governatorato di Buhayra, Muḥammad ʿAbd al-Salām Faraǧ si diplomò in ingegneria elettrica e lavorò nell'amministrazione dell'Università del Cairo. Faraj cominciò a sviluppare il gruppo di persone che sarebbe diventato la Jamāʿat al-Jihād nel 1979. Faraj, un esperto oratore, reclutò i suoi adepti che l'avevano ascoltato predicare il jihād nelle moschee. Nei successivi 2 anni le persone che aderirono al gruppo reclutarono a loro volta altre persone e in questo modo Faraj divenne il leader principale di un gruppo diffuso di 5 cellule rivoluzionarie. Tali cellule, una delle quali era guidata dal medico egiziano Ayman al-Zawāhirī godevano di un certo livello di autonomia ma si incontravano regolarmente e adottavano una strategia congiunta.
A fine settembre del 1981 Faraj tenne un incontro con altri leader della Jihad islamica egiziana per organizzare un complotto che portasse all'assassinio di Anwar al-Sādāt. L'idea di ucciderlo era partita da Khālid al-Islāmbūlī, un sottotenente delle Forze Armate egiziane, che Faraj aveva invitato a unirsi alla Jihād islamica egiziana quando era stato trasferito al Cairo sei mesi prima. Al-Islāmbūlī aveva saputo di essere tra coloro che avrebbero partecipato alla sfilata militare cui avrebbe preso parte il Presidente della Repubblica e vi scorse un'opportunità più unica che rara. Malgrado le divergenze di idee tra i due esponenti, il complotto progredì. al-Sādāt fu ucciso il 6 ottobre, Faraj fu rapidamente arrestato e giustiziato il 15 aprile del 1982 assieme a Islāmbūlī e a tre loro complici, nel carcere di Bāb al-Khalq, al centro del Cairo.

## Ideologia
Il principale obiettivo perseguito dal Salafismo è quello di emulare le pratiche del Profeta e dei suoi Sahaba e credono fermamente che il fallimento nel perseguimento di quanto esposto abbia creato i problemi in cui si dibatte il mondo islamico. Faraj era convinto che i musulmani attuali avessero la specifica responsabilità di aver trascurato l'adempimento del jihād, che egli (da buon neo-hanbalita, inseriva accanto ai cinque pilastri dell'Islam e come l'aspetto più importante dell'Islam stesso.
Faraj aveva sue proprie idee su quale forma questo jihad dovesse assumere. Era un seguace di Sayyid Qutb nel pensare che quel tipo di jihad (che i teologi musulmani tradizionalmente definiscono "minore" e non obbligatorio, salvo in caso di aggressione esterna che comporti l'annichilimento della sovranità islamica, religiosa e giuridica), fosse invece un fard al-'ayn (dovere individuale, cui è tenuto cioè qualsiasi musulmano pubere).Respingeva di fatto in tal modo la tradizione consolidata in 14 secoli, secondo cui la lotta interna, di tipo squisitamente spirituale, fosse un jihād, ritenendo false le tradizioni su cui si era fondata la dottrina tradizionale, ed enfatizzava il ruolo della lotta armata.
Il primo obiettivo del jihad doveva essere, secondo lui, quello dei regimi locali, per i quali Faraj coniò l'espressione "nemico vicino", in contrasto col "nemico lontano" quale poteva essere Israele. Egli teorizzò, partendo da un'idea di Sayyid Qutb, che le moderne società islamiche rappresentavano la jāhiliyya (lo stato di "ignoranza" del messaggio di salvezza predicato da Maometto che caratterizzava l'intero mondo arabo dell'epoca) e recuperava l'idea di Ibn Taymiyya (non a caso il principale teorico del Hanbalismo, dopo il suo fondatore, che condannava come "apostati" i governanti musulmani dell'epoca che non avevano voluto o saputo, per loro colpa, fermare i Mongoli e le loro devastazioni.
Credeva che i metodi pacifici non avrebbero mai portare a un'autentica società islamica e per questo il jihadrimaneva l'unica opzione per cambiare il quadro sconsolante offerto dalle società che si dicevano musulmane, pressoché tutte caratterizzate da regimi autoritari e dittatoriali, sia civili sia militari. Credeva anche che uno Stato islamico doveva essere instaurato in Egitto prima di tentare di liberare e recuperare le terre islamiche perdute.Era convinto che gli empi governanti arabi erano responsabili della presenza coloniale occidentale nelle terre musulmane.

## Influenza
Faraj fallì nei suoi intenti anche a breve termine. Al-Jihad non fu in grado di capitalizzare l'assassinio di Sadat. Non aveva una rete di militanti e complici abbastanza ampia e robusta e i suoi appartenenti furono rapidamente spazzati via. Ciò nonostante, il libretto di Faraj L'obbligo negletto ebbe un'eco importante nel mondo del Fondamentalismo islamico, e non solo in esso. Faraj probabilmente scrisse le sue idee in merito nel 1979, sebbene il libretto fosse distribuito solo tra i suoi seguaci. Le idee che vi erano contenute funsero da faro nel mondo dell'estremismo fondamentalista e terrorista di matrice islamica in Egitto durante tutti gli anni ottanta e novanta. Ayman al-Zawahiri fu amico di Faraj, suo ammiratore e suo epigono negli anni successivi.
Alcuni scrittori hanno nondimeno criticato. Jadd al-Haqq, di al-Azhar, attaccò la sua dichiarazione che Sadat era un apostata e criticò certe sue interpretazioni del Corano, non appoggiate a solidi e ben sedimentati studi e riflessioni, incluso il noto passaggio del "versetto della Spada". Altri hanno messo in dubbio ancor più esplicitamente la debolezza del suo impianto culturale, ricordando che i suoi studi avevano riguardato più l'elettricità che la Shari'a: fatto questo caratteristico di pressoché tutti i "nuovi dotti" del Salafismo più conservatore e di orientamento "fondamentalista".